# 락킹
락킹(locking) 또는 캠벨로킹(Campbellocking)은 스트릿댄스의 한 장르로 펑키한 것이 특징이다. 락킹은 1970년대 초에 돈 캠벨(Don Campbell, 1951년 1월 7일)이 LA의 나이트 클럽에서 만든 락이라 불리는 즉흥적인 스텝 형태의 예술이다 이 춤과 문화는 빠르게 유행되었고 소울트레인(Soul train) 이라 불리는TV 댄스 쇼에 의해서 맹위를 떨쳤다.. 락킹의 기본 동작은 멈춤(Lock) 인데, 이 동작은 몸에 힘을 주어 어떤 포즈를 취한 체로 정지해 있는 것이다.

## 역사[1]

### 초창기(1970년대)
락킹은 1970년대 돈 켐밸이 로스앤젤레스의 나이트클럽에서 추던 켐밸로킹에서부터 시작되었다. 돈 켐밸은 다른 여러 올드 스쿨 댄서들과 함께 락킹을 췄다. 초창기에는 즉흥적인 동작인 캠벨로킹이 중요시 된 Campbellock Dancers가 락킹을 발전시켰다. 하지만 이와 동시에 다른 여러 댄서들은 이러한 즉흥적이고 개인적인 춤이 아닌 다 같이 맞춰 출 수 있는 동작들을 만들고 있었다. 대표적으로 1972년 고고 브라더스(The Go-Go Brothers)는 처음으로 다 같이 맞추는 락킹 팀을 만들었고, 여러 곳에서 그들의 안무를 공연하였다.
1972년 말에서 1973년 초에 스쿠비 두(Skooby Doo)와 그렉 켐밸락 주니어(Greg Campbellock Jr.)가 최초로 혼성 락킹 댄스팀 Creative Generation을 창단하였다. 그리고 그 해 여름 돈 켐밸은 댄스 역사상 가장 활동적이고 영향력 있는 락킹 댄스팀으로 알려진 Lockers를 창단한다. Lockers는 최고의 즉흥 댄서와 최고의 맞추는(Synchronized) 댄서들로 이루어졌다.
다른 도시에서는 33RPM과 Ghetto Dancers과 같은 팀들이 있었다. 이 팀들은 락킹 뿐만 아니라 다른 올드 스쿨 댄서들과 함께하였다. 또 다른 사람들은 단순히 락킹에 대한 설립과 기본을 무시하고 그것을 빠르게 발전시켜 착취하려는 욕구만 있었다. 이러한 댄서들과 팀들은 단순히 삼류 락커들(SLOP lockers)이라는 하위 문화들로 알려졌다.

### 1980년~현재
1970년대 후반 본래의 <The Lockers>팀은 해산되었고 1980년대 중반 알파(Alpha), 데퍼티(Deputy), 빅디(Big D)등과 같은 두 번째 세대의 락킹 댄스팀들이 형성되었다. 1980년대 토니 고고(Tony Go-Go)는 일본에 락킹 댄스 스쿨을 설립하고 소개하였다. 이것은 오늘날 전 세계적으로 진정한 락킹 댄스 역사의 이해와 락킹의 발전의 시발점이 되었다.

## 동작
락킹의 동작(Move)은 주로 개발자의 이름을 따거나 동작과 비슷한 대상의 이름을 그대로 사용한다. 락킹의 동작에는 혼자서 할 수 있는 동작과 두 명 또는 여러 명이 할 수 있는 동작들이 있다. 동작들은 기본적으로 락(Lock)과 업다운(Up-down)으로 이루어져 있다.

### 기본동작
- 락 포지션(Lock position)

몸을 다운시키고 팔의 모양을 삼각형으로 만들어 몸을 고정시키는 동작이다. 오버레그락(다운락)이라는 동작도 있다.
- 리스트 롤(Wrist roll)

달걀을 하나 쥐듯이 주먹을 쥐어 귀 옆에서 손목을 돌리는 동작이다.
- 머슬맨 또는 업락(Muscle man)

몸을 업시키고 양팔의 모양을 보디빌더와 같이 직각으로 세워 몸을 고정시키는 동작이다.
- 포인트(Points)

반대쪽 어깨나 가슴에서 손을 내밀어 특정한 방향을 가리키는 동작이다.
- 페이스(Pace)

몸을 업시키면서 주먹으로 때리는 동작이다. 보통 몸의 양 옆으로 때린다.
- 클랩(Clap)

손뼉을 치는 동작이다.

### 응용 동작[1]
- 리오워크(Leo-walk)
- 스쿠비 두(Scooby Doo)
- 스쿠밧(Scoobot)
- 스키터 래빗(Skeeter Rabit)
- 스탑 앤 고(Stop and Go)
- 플레잉 기타(Playing Guitar)
- 히치하이크(Hitch hike)
- 위치어웨이(Witch-a-way)
- 니드랍(Knee Drop)
- 브레이크 다운(Breakdown)
- 스플릿(Split)
- 스쿠바 합(scoobot hop)

## 팀

### 대한민국
- 오리지날리티 (Originality)
- 락앤롤크루 (Lock n lol crew)
- 코스믹슬랍 (cosmic slop)
- 펑키스트릿프린즈 (Funky street princes)
- 루플로디플로 (Luplo D-FLO)
- 코스믹디플로 (Cosmic D-FLO)
- 싸나이즈 (SSANAIZ)
- 락키스테이션 (Locky Station)
- 프레쉬블로우업 (Fresh blow up)
- 크리티컬포인트 (Critical point)
- 판타스틱포 (FANTASTIC4)
- 크리티컬펑키즈 (Critical Funkyz)
- 립스틱컬펑크 (Lipstical Funk)
- 롤링핸즈 (RollingHands)
- 마이티락키즈 (Mighty Lockidz)
- 킥키밤스 (Kicky bombs)
- 리프레시그라운드 (refresh ground)
- 스킬트리즈 (Skilltriz)
- 펑키퐁키 (Funky Fonky)
- 프렌치프라이즈 (French Friez)
- 펑키로컬스 (Funky locals)
- 스페셜크루 (specialll crew)
- 논스탑크루 (Non-Stop crew)
- 베리어블박스 (Variablebox)
- 리얼맨즈 (REAL MANZ)
- 하이포인트 (HIGH POINT)

## 같이 보기
- 보깅
- 왁킹
- 파핑

## 참조
1. 1 2 3 4  “댄서 클럽”. 2018년 9월 11일에 원본 문서에서 보존된 문서. 2019년 8월 30일에 확인함.